# Československá hokejová liga 1950/1951
8. ročník československé hokejové ligy 1950/51 se hrál pod názvem Celostátní mistrovství.

## Herní systém
8 účastníků hrálo v jedné skupině dvoukolově systémem každý s každým. Vzhledem k rozšíření soutěže nakonec nikdo nesestoupil.

## Pořadí
| Poř. | Tým                          | Zápasy | Výhry | Remízy | Porážky | Skóre | Body |
| ---- | ---------------------------- | ------ | ----- | ------ | ------- | ----- | ---- |
| 1.   | ZSJ SKP JNV České Budějovice | 14     | 8     | 2      | 4       | 62:54 | 18   |
| 2.   | ZSJ Sokol VŽKG               | 14     | 8     | 1      | 5       | 73:45 | 17   |
| 3.   | ZSJ GZ Královo Pole          | 14     | 7     | 3      | 4       | 73:63 | 17   |
| 4.   | ATK Praha                    | 14     | 6     | 2      | 6       | 64:70 | 14   |
| 5.   | Sokol NV Bratislava          | 14     | 6     | 2      | 6       | 61:75 | 14   |
| 6.   | ZSJ ČSSZ Prostějov           | 14     | 5     | 2      | 7       | 58:56 | 12   |
| 7.   | ZSJ OD Praha                 | 14     | 5     | 2      | 7       | 65:65 | 12   |
| 8.   | ZSJ Slavia Pardubice         | 14     | 3     | 2      | 9       | 43:71 | 8    |

## Nejlepší střelci
- Čeněk Pícha (ZSJ SKP JNV České Budějovice) - 24 gólů
- Vlastimil Bubník (ZSJ GZ Královo Pole) - 22 gólů
- Vladimír Bouzek (ZSJ Sokol VŽKG) - 17 gólů
- František Žák (ZSJ OD Praha) - 17 gólů
- Václav Bubník (ZSJ Sokol VŽKG) - 13 gólů
- Vlastimil Hajšman (ATK Praha) - 13 gólů
- Jindřich Reitmayer (Sokol NV Bratislava) - 13 gólů
- Josef Hrubeš (ZSJ GZ Královo Pole) - 12 gólů
- Zdeněk Marek (ZSJ ČSSZ Prostějov) - 12 gólů

## Zajímavosti
- Velmi vyrovnaný ročník, teprve v posledním kole se rozhodovalo o mistru i sestupujících.
- Zajímavé výsledky v boji o záchranu: ZSJ ČSSZ Prostějov - ZSJ GZ Královo Pole 10:1, ZSJ SKP JNV České Budějovice - ZSJ Slavia Pardubice 2:8. Nakonec však nesestupoval nikdo, protože liga se v příštím ročníku rozšiřovala na 18 účastníků.